# چاتچای بودپروم
چاتچای بودپروم (تایلندی: ฉัตรชัย บุตรพรม؛ زادهٔ ۴ فوریهٔ ۱۹۸۷) بازیکن فوتبال اهل تایلند است.
وی همچنین در تیم ملی فوتبال تایلند بازی کرده است.